# Sajó-völgy
Sajó-völgy este o arie protejată (arie specială de conservare — SAC, sit de importanță comunitară — SCI) din Ungaria întinsă pe o suprafață de 2.074,77 ha, integral pe uscat.

## Localizare
Centrul sitului Sajó-völgy este situat la coordonatele 48°15′16″N 20°39′43″E / 48.254444°N 20.661944°E.

## Înființare
Situl Sajó-völgy a fost declarat sit de importanță comunitară în mai 2004 pentru a proteja 26 de specii de animale. Situl a fost protejat și ca arie specială de conservare în februarie 2010.

## Biodiversitate
Situată în ecoregiunea panonică, aria protejată conține 8 habitate naturale: Păduri aluvionare cu Alnus glutinosa și Fraxinus excelsior (Alno-Padion, Alnion incanae, Salicion albae), Râuri cu maluri nămoloase cu vegetație de Chenopodion rubri p.p. și Bidention p.p., Fânețe de joasă altitudine (Alopecurus pratensis, Sanguisorba officinalis), Lacuri eutrofice naturale cu vegetație de tip Magnopotamion sau Hydrocharition, Liziere de ierburi înalte hidrofile de câmpie și de nivel montan până la alpin, Pajiști aluvionare inundabile, de Cnidion dubii, Lacuri și iazuri distrofice naturale, Pajiști stepice subpanonice.
La baza desemnării sitului se află mai multe specii protejate:
- amfibieni (1): buhai de baltă cu burta roșie (Bombina bombina)
- mamifere (5): vidră de râu (Lutra lutra), liliac cu urechi de șoarece (Myotis blythii), liliac comun (Myotis myotis), liliacul mic cu potcoavă (Rhinolophus hipposideros), popândău (Spermophilus citellus)
- nevertebrate (8): Coenagrion ornatum, Cucujus cinnaberinus, fluturele de noapte (Eriogaster catax), libelule (Leucorrhinia pectoralis), fluturele purpuriu (Lycaena dispar), Maculinea teleius, Ophiogomphus cecilia, Unio crassus
- pești (11): avat (Aspius aspius), Barbus meridionalis, zvârluga (Cobitis taenia), romanogobio albipinnatus (Gobio albipinnatus), porcușor de nisip (Gobio kessleri), răspăr (Gymnocephalus schraetzer), țipar (Misgurnus fossilis), boarță (Rhodeus sericeus amarus), dunăriță (Sabanejewia aurata), fusar (Zingel streber), pietrar (Zingel zingel)
- reptile (1): țestoasa de baltă (Emys orbicularis)

Pe lângă speciile protejate, pe teritoriul sitului au mai fost identificate 3 specii de plante, 8 specii de amfibieni, 7 specii de mamifere, 5 specii de nevertebrate, 1 specie de pești, 1 specie de reptile.